# Cossogno
Cossogno ist eine Gemeinde in der italienischen Provinz Verbano-Cusio-Ossola (VB) in der Region Piemont.

## Lage und Einwohner
Die Gemeinde Cossogno liegt 7 km nordwestlich von der Provinzhauptstadt Verbania oberhalb des Lago Maggiore. Sie umfasst eine Fläche von 40,26 km² und besteht aus den Ortsteilen Cicogna und Ungiasca. Der Ortsteil Cicogna liegt im Nationalpark Val Grande, der Ortsteil Ungiasca liegt außerhalb des Nationalparkes. Cossogno hat 689 Einwohner (Stand am 31. Dezember 2023). 
Die Nachbargemeinden sind Malesco, Miazzina, Premosello-Chiovenda, San Bernardino Verbano, Trontano, Valle Cannobina und Verbania.

### Bevölkerungsentwicklung

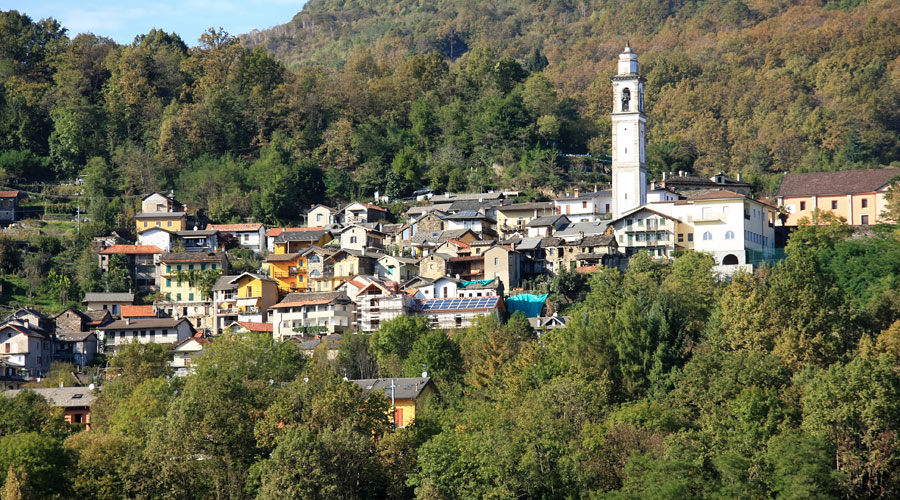
Cossogno

## Geschichte

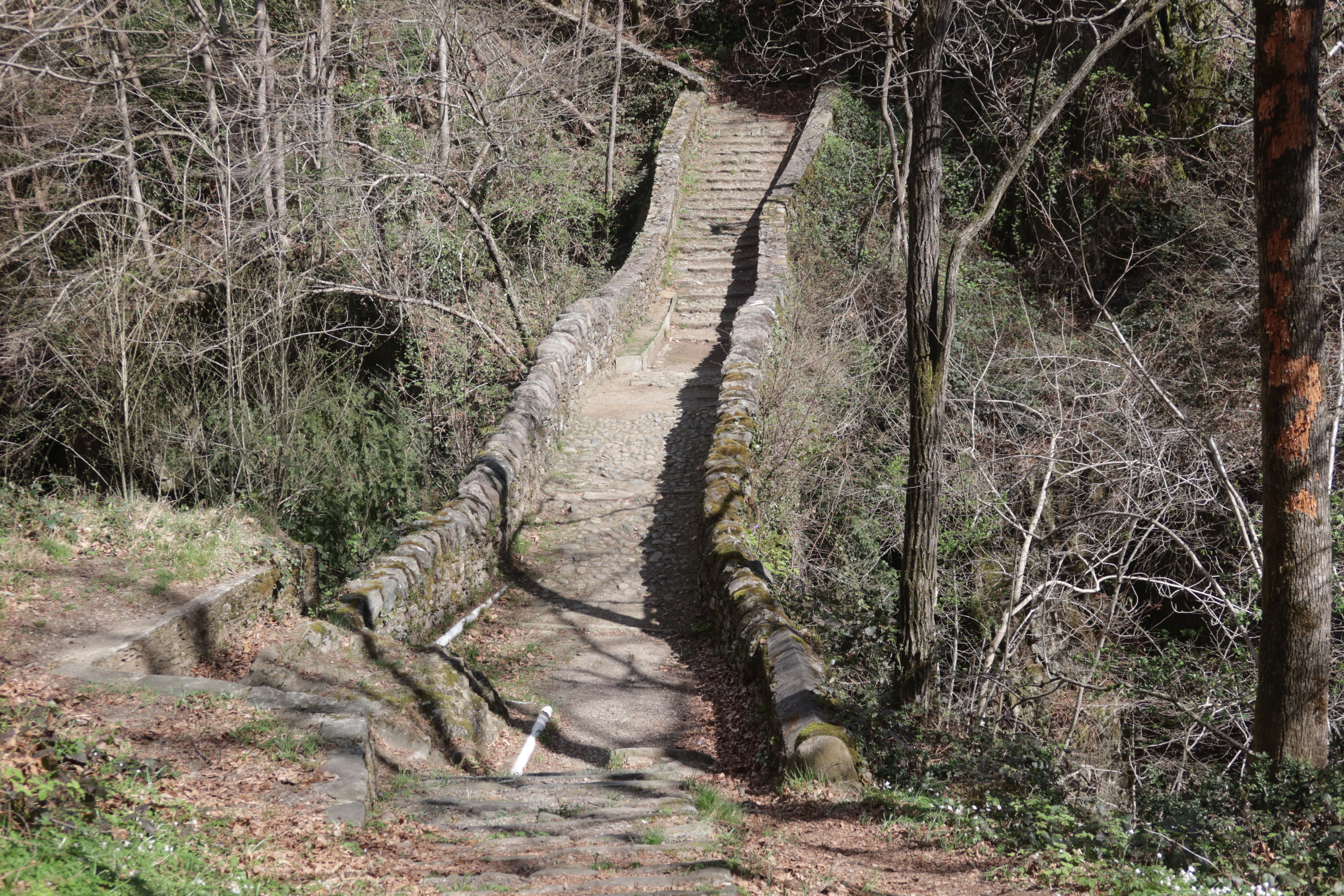
Die Steinbrücke Ponte Romano

Die erste historische Dokumentation über seine Existenz stammt aus der Mitte des 12. Jahrhunderts. Diese Dokumente bezeugen jedoch nicht die Existenz eines einfachen bewohnten Kerns, sondern einer echten Gemeinde, die bereits über eine eigene Kirche verfügen konnte, die San Brizio geweiht war.
In der Gemeinde wurde die erste kommerzielle Wechselstromleitung der Welt realisiert. Sie wurde 1892 von dem Schweizer Unternehmer Carlo Sutermeister nach einem Projekt von Professor Galileo Ferraris zwischen Cossogno und Intra gebaut.

## Sehenswürdigkeiten
- Oratorium in Oca erbaut im 17. Jahrhundert mit schönem Portikus.
- Mittelalterliche Steinbrücke Ponte Romano sehr hoch über dem San Bernardino.